# Geel boogsterrenmos
Geel boogsterrenmos (Plagiomnium elatum) is een mossoort uit de sterrenmosfamilie (Mniaceae). Het groeit op basenrijke, natte plaatsen in uiteenlopende omgeving.

## Kenmerken
Uiterlijke kenmerken
De bladvoet loopt lang en breed naar beneden. De planten kunnen ook oplopend of overhangend groeien.
Microscopische kenmerken
De lamina-cellen zijn ongeveer 2 tot 3 keer zo lang als ze breed zijn.

## Voorkomen
In Nederland komt het zeldzaam voor. Het staat op de rode lijst in de categorie 'kwetsbaar'. In Zuid-Limburg is de soort vooral bekend van kalkrijke brongebieden, waar het mos hetzij onder wilgenstruweel, hetzij in drassig hooiland groeit. In Noordwest-Overijssel staat het in trilveen, samen met andere zeldzame mossen zoals de Groen schorpioenmos (Scorpidium cossonii). In andere gebieden is het voornamelijk in moerassige bossen aangetroffen, onder meer in beekbegeleidende elzenbroekbossen in Zuidoost-Brabant, in moerasvaren-elzenbroekbos in een oude Maasmeander in Midden-Limburg en in wilgenbossen in het zoetwatergetijdengebied. In het laatste geval staat het mos op overslibde stamvoeten. Het komt behalve in de duinen verspreid over het land voor.

## Foto's

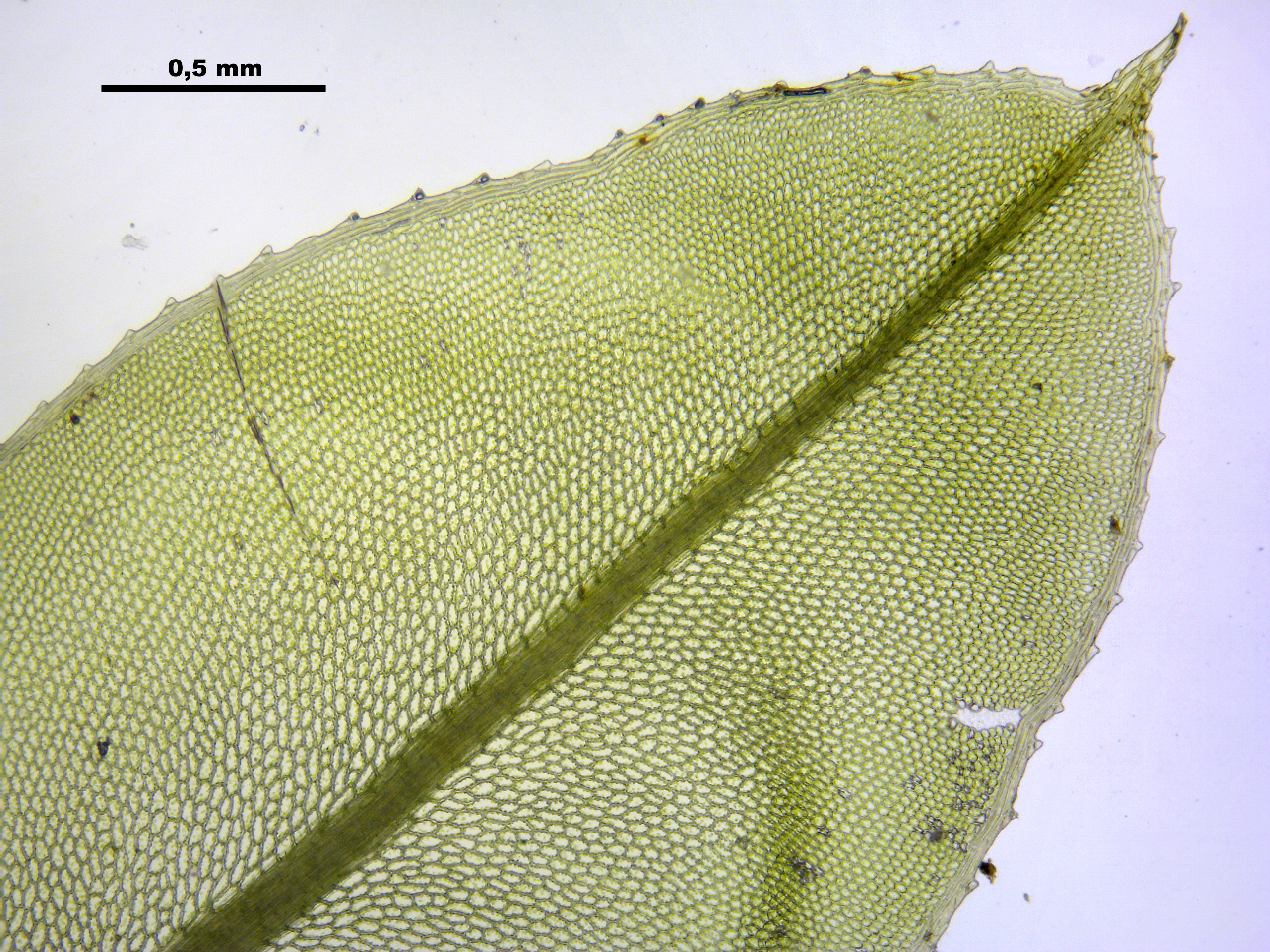
Bladtop
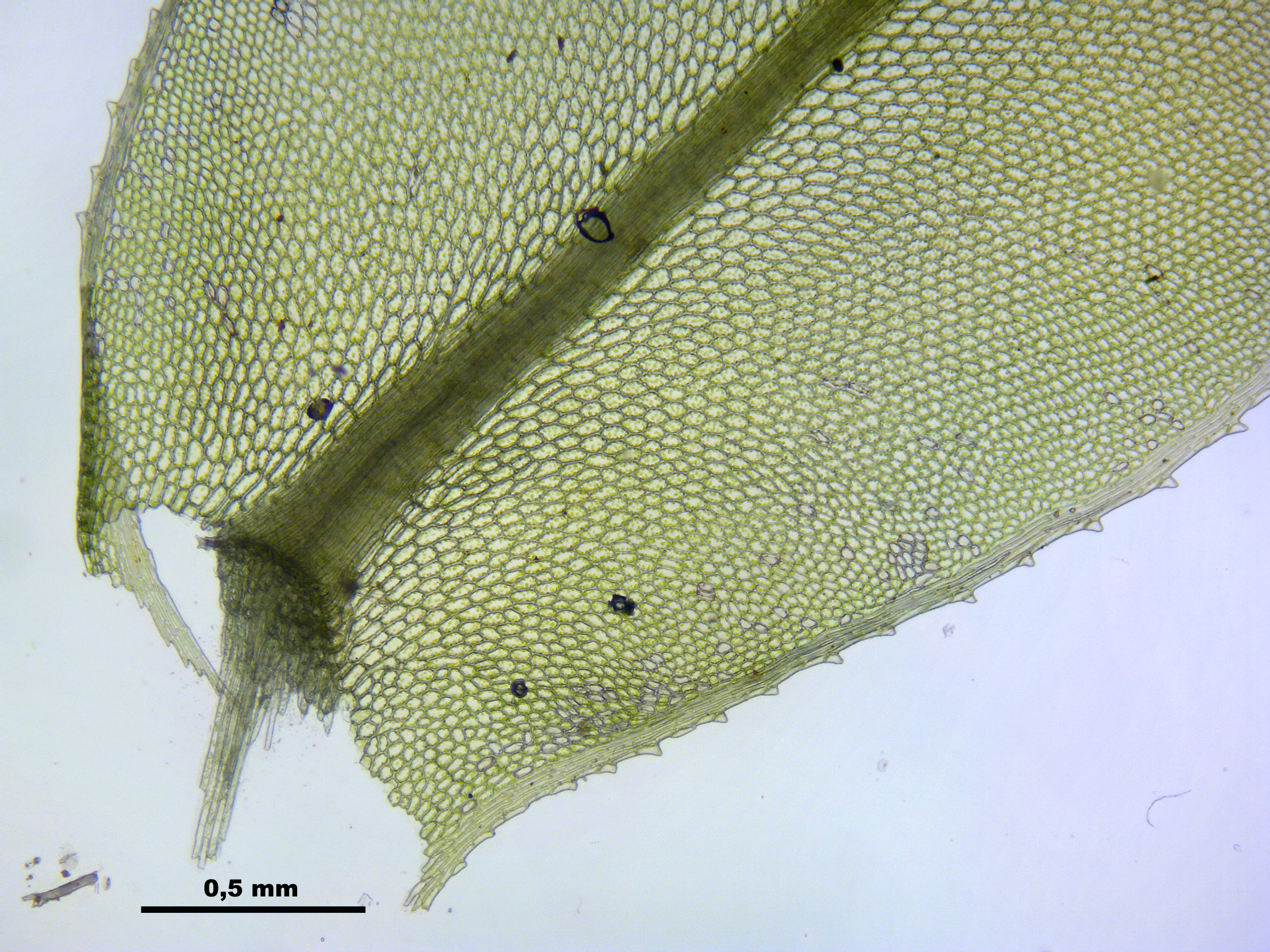
Bladvoet
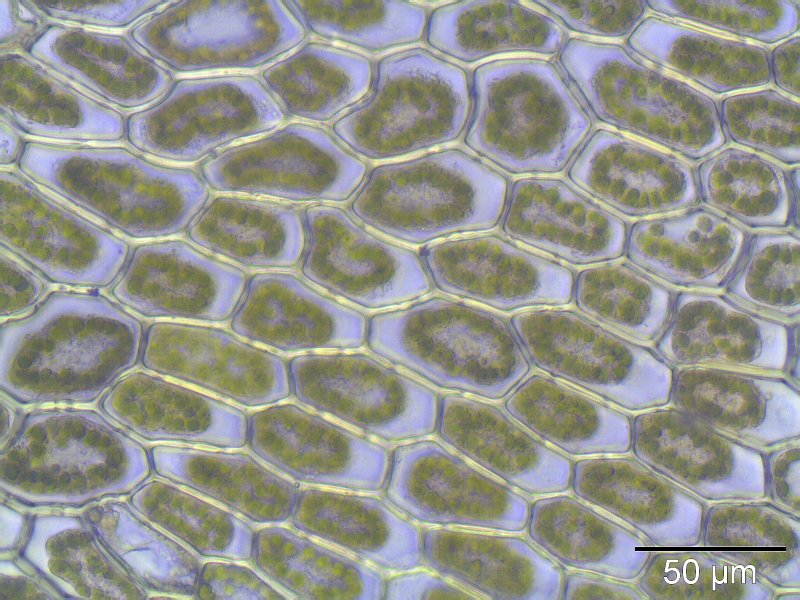
Bladcellen bij 400x vergroting